# No (塩野健士のアルバム)
No（ノー）は、塩野健士の1stスタジオ・アルバム。1996年3月23日にInvitationから規格品番：VICL-743で発売された。

## 概要
レコーディング期間は、延べ1年7か月を要した。10以上の録音スタジオ（録音ブースとミキシングルームのセットは17以上）、10名以上のレコーディング・エンジニア（アシスタント・エンジニアを含めると28名以上）、ディレクター3名、オーケストラを除く15名以上のスタジオ・ミュージシャンと塩野自身の演奏により、レコーディングされた。デビュー・アルバムとしては、史上最もレコーディングに時間・費用・録音テープが使われた作品と云われている。
収録曲『ここでいつも…』は、メジャー・レコードレーベルにおける歌入りの楽曲としては最長の46分10秒（同曲がアルバム1曲目のため、同時に世界最長のデビュー曲となった）。楽曲が長いため、レコーディングは、ライブレコーディング用途の60分収録可能な48トラックデジタルテープが使用された。レコーディングしたトラックが増え過ぎた為、当時最大のトラック数を持つソニーの48トラックのデジタルテープレコーダーを2台シンクロさせてトラック・ダウンが行われた。最終ミックス・ダウン作業においては、ソニーの48トラックデジタルテープレコーダー、三菱の32トラックデジタルテープレコーダー、24トラックのアナログテープレコーダーが同時にテープを回す異常さであった。アルバム収録時間は、発売当時のフィリップスとソニーによるCD-DAの規格最大収録時間である78分56秒15fps。10曲がレコーディングされ、ミックス・ダウンまで行われたが、CDの規格収録時間の制約から2曲がお蔵入りとなる。曲名は『彼女とEm』『嫌ってくれ』（この2曲のマスタリングは行われなかった）。

## 収録曲
全作詞・作曲・編曲・プロデュース：塩野健士
1. ここでいつも… (46:10)
2. 愛のない世界II (4:58)
3. Planet (3:43)
4. No (5:36)
5. 君がもし… (6:41)
6. 僕が消えるまで (4:45)
7. Moon (5:59)
8. 愛のない世界I (0:56)

## ディスクジャケット
フロントジャケットは、イラストレーターの藤田新策。デザインは、現代美術家の松蔭浩之。

## 参加ミュージシャン
- 塩野健士（ボーカル、ギター、ピアノ、オルガン、ハーモニカ、シタール、ダルシマー、プサルタリー、etc.）
  - 高水健司（フレットレスベース）
  - 早川岳晴（フレットレスベース）
  - 諸田コウ（フレットレスベース、シタールベース）
  - 渡辺等（フレットレスベース、6弦ベース、ブズーキ、マンドリン）
  - 楠均（ドラムス）
  - 寺谷誠一（ドラムス）
  - 梯郁夫（ドラムス、パーカッション、ボイスパーカッション）
  - 大浜和史（キーボード、ピアノ）
  - エルトン永田（ピアノ）
  - 菊池ひみこ（ピアノ）
  - 横山和俊（キーボード、マニピュレーター）
  - J.田中（サウンドエフェクト）
  - 新銅“V”康晃（サウンドエフェクト）
  - 今泉洋（ギター）
  - MIYOｰKEN（ギター）
  - 関口賢一（ギター）
  - 国分友里恵（ボーカル）
  - Melodie Sexton（ボーカル）

他数名